# A Ramallosa
A Ramallosa este o arie protejată (arie specială de conservare — SAC, sit de importanță comunitară — SCI) din Spania întinsă pe o suprafață de 91,98 ha, din care 4 % marine.

## Localizare
Centrul sitului A Ramallosa este situat la coordonatele 42°07′04″N 8°49′09″W / 42.1177°N 8.8191°V.

## Înființare
Situl A Ramallosa a fost declarat sit de importanță comunitară în februarie 1999 pentru a proteja 1 specie de plante și 16 specii de animale. Situl a fost protejat și ca arie specială de conservare în martie 2014.

## Biodiversitate
Situată în ecoregiunile atlantică și marină Atlantică, aria protejată conține 23 de habitate naturale: Fânețe de joasă altitudine (Alopecurus pratensis, Sanguisorba officinalis), Tufărișuri halofile mediteraneene și termo-atlantice (Sarcocornetea fruticosi), Peșteri marine scufundate complet sau parțial, Estuare, Roci stâncoase cu vegetație pionieră de Sedo-Scleranthion sau Sedo albi-Veronicion dillenii, Vegetație anuală la limita mareei, Liziere de ierburi înalte hidrofile de câmpie și de nivel montan până la alpin, Bancuri de nisip acoperite în permanență slab de apă marină, Terase mlăștinoase și terase nisipoase neacoperite de apă la reflux, Pajiștile Spartina (Spartinion maritimae), Dune mobile de-a lungul țărmului cu Ammophila arenaria („dune albe”), Faleze cu vegetație de pe coastele atlantice și baltice, Pășuni atlantice udate de apa mării (Glauco-Puccinellietalia maritimae), Păduri aluvionare cu Alnus glutinosa și Fraxinus excelsior (Alno-Padion, Alnion incanae, Salicion albae), Depresiuni intradunale umede, Dune de coastă fixe cu vegetație erbacee („dune gri”), Recifuri, Dune mobile cu vegetație embrionară, Pajiști cu Molinia pe soluri calcaroase, turboase sau argilos-nămoloase (Molinion caeruleae), Pante stâncoase silicioase cu vegetație casmofită, Golfuri mici largi și golfuri puțin adânci, Salicornia și alte specii anuale care populează regiunile mlăștinoase și nisipoase, Cursuri de apă de la nivel de câmpie la nivel montan, cu vegetație Ranunculion fluitantis și Callitricho-Batrachion.
La baza desemnării sitului se află mai multe specii protejate:
- plante (1): Narcissus cyclamineus
- păsări (11): pitulice de apă (Acrocephalus paludicola), lăcar-de-rogoz (Acrocephalus schoenobaenus), pescăruș albastru (Alcedo atthis), rață mare (Anas platyrhynchos), stârc cenușiu (Ardea cinerea), egretă mică (Egretta garzetta), sitar de mal nordic (Limosa lapponica), cormoran mare (Phalacrocorax carbo), Phalacrocorax carbo sinensis, chiră de baltă (Sterna hirundo), chiră de mare (Sterna sandvicensis)
- mamifere (4): vidră de râu (Lutra lutra), liliac comun (Myotis myotis), liliacul mare cu potcoavă (Rhinolophus ferrumequinum), liliacul mic cu potcoavă (Rhinolophus hipposideros)
- reptile (1): Lacerta schreiberi